# Louis Drouet

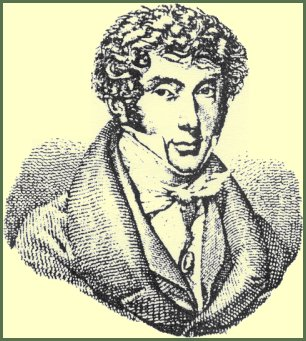
Louis Drouet

Louis François Philippe Drouet (Amsterdam, 1792 - Bern, 30 september 1873) was een Frans-Nederlands fluitist.
Drouet was de zoon van een kapper die uit Frankrijk gevlucht was. Hij leerde zichzelf met enige steun van Arnold Dahmen fluitspelen op een kleine fluit, een cadeautje van een klant van zijn vader. Toen hij zeven was gaf hij zijn eerste concert op het conservatorium van Parijs. 
Toen hij 16 was kwam hij in dienst van Koning Lodewijk Napoleon. Hij maakte succesvolle tournees door heel Europa. In 1811 werd hij uitgenodigd om in Parijs te spelen, waar hij overladen werd met cadeaus en lof. In 1817 maakte hij een tournee naar Engeland. In 1818 werd zijn fluitwerkplaats in Engeland geopend, die echter na een jaar op de fles ging. In 1829 keerde hij terug naar Engeland, vergezeld door Felix Mendelssohn. die een vriend van hem was. In 1833 was hij terug in Parijs. Vanaf 1840 was hij 15 jaar lang dirigent aan het hof van de hertog van Saksen-Coburg-Gotha. In 1854 maakte hij een tournee naar de Verenigde Staten. 
Tot Drouets leerlingen behoorden Wilhelm Popp en William Gordon. Hij stond bekend om zijn goede dubbelstaccatotechniek. Hij werd de Paganini van de fluit genoemd. Drouet zou zijn hele leven op een 8-kleppenfluit blijven spelen en dus niet overstappen op de Böhmfluit. Pas tijdens een reis naar de Verenigde Staten op hoge leeftijd in gezelschap van zijn zoon, de pianist Louis Drouet jr., maakte Drouet voor het eerst kennis met de Böhmfluit. Hij raakte zo enthousiast over dit nieuwe instrument, dat hij er direct een aantal nieuwe etudes voor schreef. 
Hij schreef 10 concerten, meer dan 20 duetten, trio's, solo's en fantasieën. Verder schreef hij meer dan 300 etudes en een fluitmethode met de titel Méthode pour la flûte (1827).